# Episodi di X-Files (quarta stagione)
La quarta stagione della serie televisiva X-Files è andata in onda negli Stati Uniti su FOX dal 4 ottobre 1996 al 18 maggio 1997.
In Italia è stata trasmessa su Italia 1 dal 3 aprile 1997 al 26 aprile 1998. Nella sua prima trasmissione italiana non è stato seguito l'ordine cronologico originale degli episodi.
| nº | Titolo originale                   | Titolo italiano        | Prima TV USA     | Prima TV Italia  |
| -- | ---------------------------------- | ---------------------- | ---------------- | ---------------- |
| 1  | Herrenvolk                         | Il guaritore II        | 4 ottobre 1996   | 3 aprile 1997    |
| 2  | Home                               | La casa dei mostri     | 11 ottobre 1996  | 6 aprile 1997    |
| 3  | Teliko                             | Spiriti Albini         | 18 ottobre 1996  | 13 aprile 1997   |
| 4  | Unruhe                             | Inquietudine           | 27 ottobre 1996  | 6 aprile 1997    |
| 5  | The Field Where I Died             | Vite precedenti        | 3 novembre 1996  | 13 aprile 1997   |
| 6  | Sanguinarium                       | Sanguinarium           | 10 novembre 1996 | 20 aprile 1997   |
| 7  | Musings of a Cigarette Smoking Man | I segreti del fumatore | 17 novembre 1996 | 27 aprile 1997   |
| 8  | Tunguska                           | Tunguska I             | 24 novembre 1996 | 30 maggio 1997   |
| 9  | Terma                              | Tunguska II            | 1º dicembre 1996 | 30 maggio 1997   |
| 10 | Paper Hearts                       | Cuori di stoffa        | 15 dicembre 1996 | 27 aprile 1997   |
| 11 | El Mundo Gira                      | Enzima mortale         | 12 gennaio 1997  | 4 maggio 1997    |
| 12 | Leonard Betts                      | Rigenerazione          | 26 gennaio 1997  | 25 maggio 1997   |
| 13 | Never again                        | Il tatuaggio           | 2 febbraio 1997  | 18 maggio 1997   |
| 14 | Memento Mori                       | Il male oscuro         | 9 febbraio 1997  | 1º giugno 1997   |
| 15 | Kaddish                            | Fango                  | 16 febbraio 1997 | 11 maggio 1997   |
| 16 | Unrequited                         | Ufficialmente morti    | 23 febbraio 1997 | 11 gennaio 1998  |
| 17 | Tempus fugit                       | Tempus fugit I         | 16 marzo 1997    | 3 novembre 1997  |
| 18 | Max                                | Tempus fugit II        | 23 marzo 1997    | 3 novembre 1997  |
| 19 | Synchrony                          | Viaggi nel tempo       | 13 aprile 1997   | 3 novembre 1997  |
| 20 | Small potatoes                     | Anomalie genetiche     | 20 aprile 1997   | 18 gennaio 1998  |
| 21 | Zero sum                           | Somma zero             | 27 aprile 1997   | 1º febbraio 1998 |
| 22 | Elegy                              | Visioni                | 4 maggio 1997    | 8 febbraio 1998  |
| 23 | Demons                             | Demoni                 | 11 maggio 1997   | 15 febbraio 1998 |
| 24 | Gethsemane                         | Getsemani              | 18 maggio 1997   | 26 aprile 1998   |

## Il guaritore II
- Titolo originale: Herrenvolk
- Diretto da: R.W. Goodwin
- Scritto da: Chris Carter

### Trama
Inseguito da un cacciatore di taglie alieno, Jeremiah Smith porta Mulder in una fattoria dove trova diverse ragazze che sono cloni di sua sorella.
- Altri interpreti: Mitch Pileggi (Walter Skinner), William B. Davis (L'Uomo che fuma), Steven Williams (Mister X), Roy Thinnes (Jeremiah Smith), Brian Thompson (Cacciatore di taglie alieno), Laurie Holden (Marita Covarrubias), Rebecca Toolan (Teena Mulder), Vanessa Morley (Samantha Mulder), Don S. Williams (Primo Anziano), Morris Panych (Uomo dai capelli grigi), Brendan Beiser (Agente Pendrell).
- Note: questo episodio è il seguito di Il guaritore. In questo episodio la scritta "The Truth Is Out There" (La verità è là fuori) al termine della sigla è sostituita dalla scritta "Everything dies" (Tutto muore).

## La casa dei mostri
- Titolo originale: Home
- Diretto da: Kim Manners
- Scritto da: Glen Morgan e James Wong

### Trama
Nella piccola e tranquilla cittadina di Home, in Pennsylvania, gli agenti indagano sulla morte di un bambino con malformazioni congenite inquietanti, e sulla pista che conduce ai Peacock, un clan di mostruose creature frutto dell'incesto.
- Altri interpreti: Tucker Smallwood (Sceriffo Andy Taylor), Sebastian Spence (Sostituto Fred Paster), Judith Maxie (Barbara Taylor), Chris Nelson Norris (Edmund Peacock), John Trottier (George Peacock), Adrian Hughes (Sherman Peacock), Karin Konoval (Sig.ra Peacock).
- Note: decisamente la più mostruosa delle puntate del telefilm, censurata in varie nazioni.[1]

## Spiriti albini
- Titolo originale: Teliko
- Diretto da: James Charleston
- Scritto da: Howard Gordon

### Trama
Mulder e Scully sono chiamati a indagare sulle morti inspiegabili di immigrati africani e di afroamericani il cui colore della pelle è diventato bianco come risultato di una rara malattia o una sinistra maledizione.
- Altri interpreti: Mitch Pileggi (Walter Skinner), Laurie Holden (Marita Covarrubias), Willie Amakye (Samuel Aboah), Carl Lumbly (Marcus Duff), Don Stewart (Uomo d'affari), Bob Morrisey (Dott. Simon Bruin), Zakes Mokae (Diabria), Brendan Beiser (Agente Pendrell).
- Note: in questo episodio la scritta "The Truth Is Out There" (La verità è là fuori) al termine della sigla è sostituita dalla scritta "Deceive Inveigle Obfuscate" (Ingannare Accecare Confondere).

## Inquietudine
- Titolo originale: Unruhe
- Diretto da: Rob Bowman
- Scritto da: Vince Gilligan

### Trama
Gli agenti Mulder e Scully indagano su una serie di rapimenti in cui gli unici indizi sono fotografie apparentemente inspiegabili e senza senso. Ma quando Scully è la prossima vittima designata, Mulder deve entrare nella testa del killer per salvarle la vita.
- Altri interpreti: Pruitt Taylor Vince (Gerry Schnauz), Sharon Alexander (Mary Lefante), Angela Donahue (Alice Brandt), William MacDonald (Agente Trott), Ron Chartier (Ispettore Postale Puett), Michael Cram (Agente Corning).

## Vite precedenti
- Titolo originale: The Field Where I Died
- Diretto da: Rob Bowman
- Scritto da: Glen Morgan e James Wong

### Trama
La ricerca dell'agente Mulder di un informatore all'interno di una setta religiosa lo
conduce, assieme a Scully, ad una delle mogli del leader della setta. Quello che ben presto scoprono è una connessione sorprendentemente stretta con la donna.
- Altri interpreti: Mitch Pileggi (Walter Skinner), Kristen Cloke (Melissa Riedal-Ephesian), Michael Massee (Vernon Ephesian), Michael Dobson (Agente dell'ATF), Anthony Harrison (Agente Riggins).

## Sanguinarium
- Titolo originale: Sanguinarium
- Diretto da: Kim Manners
- Scritto da: Valerie Mayhew e Vivian Mayhew

### Trama
Strani omicidi in un ospedale nell'unità di chirurgia plastica portano Mulder e Scully a credere in forze soprannaturali per cercare una spiegazione plausibile a quello che sta accadendo.
- Altri interpreti: O-Lan Jones (Infermiera Rebecca Waite), John Juliani (Dott. Harrison Lloyd), Arlene Mazerolle (Dott.ssa Theresa Shannon), Richard Beymer (Dott. Jack Franklin), Paul Raskin (Dott. Eric Ilaqua), Gregory Thirloway (Dott. Mitchell Kaplan), Nina Roman (Jill Holwagerm), Andrew Airlie (Procuratore).

## I segreti del fumatore
- Titolo originale: Musings of a Cigarette Smoking Man
- Diretto da: James Wong
- Scritto da: Glen Morgan

### Trama
Si ripercorre la storia dell'Uomo che Fuma e di come, assieme ad altri funzionari para-governativi fra cui Gola Profonda, sia stato artefice di molti episodi significativi del ventesimo secolo: reclutato nel 1962 mentre serviva nell'esercito (ed era commilitone del padre di Fox Mulder) è stato l'assassino di Kennedy, di Martin Luther King e propiziatore del Miracolo sul ghiaccio del 1980. Nel 1991 è testimone del recupero di un corpo alieno a seguito di un UFO crash avvenuto sul suolo degli Stati Uniti. In osservanza ad un trattato internazionale che impone l'uccisione di esseri viventi extraterrestri che vengano recuperati sulla terra, lui e Gola Profonda uccidono l'alieno.
Parallelamente emerge il lato umano del fumatore, nonché la sua volontà di lasciare frammenti di informazioni al figlio del suo ex compagno d'armi.
- Altri interpreti: William B. Davis (L'Uomo che fuma), Chris Owens (Uomo che fuma giovane), Tom Braidwood (Melvin Frohike), Bruce Harwood (John Fitzgerald Byers), Jerry Hardin (Gola Profonda), Morgan Weisser (Lee Harvey Oswald), Donnelly Rhodes (Generale Francis), Peter Hanlon (Aide), Dean Aylesworth (Bill Mulder giovane), Paul Jarrett (James Earl Ray).
- Note: i fatti relativi all'uccisione dell'alieno schiantatosi nel 1991 erano già stati menzionati da Gola Profonda a Mulder nell'episodio della prima stagione Ospiti interplanetari.

## Tunguska I
- Titolo originale: Tunguska
- Diretto da: Kim Manners
- Scritto da: Frank Spotnitz e Chris Carter

### Trama
Mentre stanno eseguendo un'operazione sotto copertura, gli agenti Mulder e Scully ritrovano Alex Krycek che li informa che un corriere diplomatico sta trasportando una biotossina, negli USA. Gli agenti recuperano il bagaglio ma all'interno trovano solo una pietra. Nel sezionarla nei laboratori della NASA ne fuoriesce il cancro nero che infetta un ricercatore. Si viene a sapere che la pietra è un meteorite recuperato a Tunguska, in Russia. Mulder e Krycek partono per quel luogo, dove trovano un gulag. Vengono catturati ma Krycek si rivela una spia russa, per cui viene liberato.
- Altri interpreti: Mitch Pileggi (Walter Skinner), Nicholas Lea (Alex Krycek), William B. Davis (L'Uomo che fuma), John Neville (L'Uomo dalle mani curate), Laurie Holden (Marita Covarrubias), Brendan Beiser (Agente Pendrell), Fritz Weaver (Senatore Sorenson), Malcolm Stewart (Dott. Sacks), Campbell Lane (Presidente della Commissione), Stefan Arngrim (Prigioniero), Brent Stait (Timothy Mayhew).
- Note: la storia continua nel successivo episodio Tunguska II.

## Tunguska II
- Titolo originale: Terma
- Diretto da: Rob Bowman
- Scritto da: Frank Spotnitz e Chris Carter

### Trama
Scully e Skinner partecipano ad una audizione al Senato circa l'incarico affidato a Mulder, mentre lo stesso Mulder riesce a fuggire, con Krycek, dal gulag dove era stato intrappolato e nel quale vengono fatti orribili esperimenti con il Cancro Nero. Mulder riesce a tornare negli USA per testimoniare in favore di Scully e Skinner, nonostante le prove della diffusione della sostanza e dei relativi esperimenti sulla popolazione sia americana che russa, vengano sistematicamente distrutte dal sicario sovietico Vasily Peskow.
- Altri interpreti: Mitch Pileggi (Walter Skinner), Nicholas Lea (Alex Krycek), William B. Davis (L'Uomo che fuma), John Neville (L'Uomo dalle mani curate), Brendan Beiser (Agente Pendrell), Campbell Lane (Presidente della Commissione), Stefan Arngrim (Prigioniero), Jessica Schreier (Dott.ssa Bonita Charne-Sayre), Malcolm Stewart (Dott. Sacks), Brenda McDonald (Auntie Janet), Robin Mossley (Dott. Kingsley Looker), Eileen Pedde (Angie), Jan Rubes (Vasily Peskow), Brent Stait (Terry Edward Mayhew).
- Note: questo episodio è il seguito di Tunguska I. In questo episodio la scritta "The Truth Is Out There" (La verità è là fuori) al termine della sigla è sostituita dalla scritta in italiano "E pur si muove", celebre frase attribuita a Galileo Galilei dopo l'abiura davanti al tribunale dell'Inquisizione.

## Cuori di stoffa
- Titolo originale: Paper Hearts
- Diretto da: Rob Bowman
- Scritto da: Vince Gilligan

### Trama
L'agente Mulder è perseguitato da un vecchio caso in cui sono state uccise ragazze e dalle cui camicie da notte, sono stati tagliati dei cuori. Mulder presto diventa sospettoso quando il killer lo schernisce dicendogli che una delle sue vittime potrebbe essere stata la sorella Samantha.
- Altri interpreti: Mitch Pileggi (Walter Skinner), Vanessa Morley (Samantha Mulder), Rebecca Toolan (Teena Mulder), Tom Noonan (John Lee Roche), Byrne Piven (Frank Sparks), Carly McKillip (Caitlin).

## Enzima mortale
- Titolo originale: El Mundo Gira
- Diretto da: Tucker Gates
- Scritto da: John Shiban

### Trama
Una pioggia mortale in un campo di lavoratori invia l'agente Mulder e Scully sulle tracce di una mitica bestia, El Chupacabra.
- Altri interpreti: Mitch Pileggi (Walter Skinner), Rubén Blades (Conrad Lozano), Raymond Cruz (Eladio Buente), Jose Yenque (Soledad Buente), Simi Metha (Gabrielle Buente), Lillian Hurst (Flakita), Robert Thurston (Dott. Larry Steen), Michael Kopsa (Rick Culver).

## Rigenerazione
- Titolo originale: Leonard Betts
- Diretto da: Kim Manners
- Scritto da: Vince Gilligan, John Shiban e Frank Spotnitz

### Trama
La scomparsa del corpo di un uomo da una camera mortuaria dell'ospedale conduce Mulder e Scully a indagare le strane circostanze della sua morte. L'uomo infatti, scopriranno in seguito, è costituito di solo cancro e ha bisogno di mangiare cancro per vivere e potersi eventualmente rigenerare pezzi di corpo. A seguito di alcuni omicidi commessi da quest'ultimo, Mulder e Scully si lanceranno al suo inseguimento e tenteranno di eliminarlo. Scully, infine, avrà a che fare con una rivelazione terrificante su se stessa.
- Altri interpreti: Paul McCrane (Leonard Betts), Bill Dow (Dott. Charles Burks), Marjorie Lovett (Elaine Tanner), Jennifer Clement (Michelle Wilkes).

## Il tatuaggio
- Titolo originale: Never Again
- Diretto da: Rob Bowman
- Scritto da: Glen Morgan e James Wong

### Trama
In un incarico solitario a Philadelphia, Scully incontra Ed Jerse, un uomo il cui tatuaggio sembra possedere una volontà propria.
- Altri interpreti: Rodney Rowland (Ed Jerse), Jodie Foster (Voce di Betty), Bill Croft (Comrade Svo), Jay Donahue (Detective Gouveia), Igor Morozov (Vsevlod Pudovkin), Jillian Fargey (Kaye Schilling), Jan Bailey Mattia (Sig.ra Hadden), Ian Robison (Detective Smith).
- Note: l'episodio era stato pensato per la regia di Quentin Tarantino, che non poté però dirigerlo per una disputa con la Directors Guild of America.

## Il male oscuro
- Titolo originale: Memento Mori
- Diretto da: Rob Bowman
- Scritto da: Chris Carter, Vince Gilligan, John Shiban e Frank Spotnitz

### Trama
Preoccupato per la salute di Scully, Mulder indaga sulle misteriose circostanze del suo rapimento convinto di poter trovare una cura alla sua malattia. Scully decide invece di affidarsi al dottor Scanlon, il medico che aveva in cura le altre donne rapite.
- Altri interpreti: Mitch Pileggi (Walter Skinner), William B. Davis (L'Uomo che fuma), Sheila Larken (Margaret Scully), David Lovgren (Kurt Crawford), Tom Braidwood (Melvin Frohike), Dean Haglund (Richard Langly), Bruce Harwood (John Fitzgerald Byers), Morris Panych (Uomo dai capelli grigi), Sean Allen (Dott. Kevin Scanlon), Gillian Barber (Penny Northern).

## Fango
- Titolo originale: Kaddish
- Diretto da: Kim Manners
- Scritto da: Howard Gordon

### Trama
Un omicidio nella comunità ebraica di Brooklyn è seguito dalla morte in successione degli assassini stessi e costringe Mulder e Scully a indagare se si tratti di vendetta o se sono in opera delle forze più grandi.
- Altri interpreti: Justine Miceli (Ariel Luria), David Groh (Jacob Weiss), Harrison Coe (Isaac Luria/Golem), Channon Roe (Derick Banks), Jabin Litwiniec (Clinton Bascombe), Timur Karabilgin (Tony Oliver), Jonathan Whittaker (Curt Brunjes), David Wohl (Kenneth Ungar).

## Ufficialmente morti
- Titolo originale: Unrequited
- Diretto da: Michael Lange
- Scritto da: Howard Gordon e Chris Carter

### Trama
L'assassinio misterioso di un alto funzionario militare mette Mulder e Scully in corsa contro il tempo per fermare un invisibile assassino.
- Altri interpreti: Mitch Pileggi (Walter Skinner), Laurie Holden (Marita Covarrubias), Scott Hylands (Generale Benajamin Bloch), Peter LaCroix (Nathaniel Teager), Ryan Michael (Agente Cameron Hill), Don McWilliams (P.F.C. Gus Burkholder), Bill Agnew (Ten. Generale Peter MacDougal), Mark Holden (Agente Eugene Chandler), Larry Musser (Denny Markham), Lesley Ewen (Renee Davenport), Allan Franz (Dott. Ben Keyser), William Nunn (Generale Jon Steffan), William Taylor (General Leitch).

## Tempus Fugit I
- Titolo originale: Tempus Fugit
- Diretto da: Rob Bowman
- Scritto da: Chris Carter e Frank Spotnitz

### Trama
Mentre festeggia il compleanno di Scully, Mulder viene a sapere della morte di Max Fenig in un incidente aereo. Ciò che gli agenti scoprono ben presto è che le cause dell'incidente potrebbero essere aliene.
- Altri interpreti: Joe Spano (Mike Millar), Tom O'Brien (Sergeant Louis Frish), Scott Bellis (Max Fenig), Chilton Crane (Sharon Graffia), Brendan Beiser (Agente Pendrell), Greg Michaels (Scott Garrett), Robert Moloney (Bruce Bearfeld), Rick Dobran (Sergente Armando Gonzales), Jerry Schram (Larold Rebhun), David Palffy (Dark Man).
- Note: la storia continua nel successivo episodio Tempus Fugit II.

## Tempus Fugit II
- Titolo originale: Max
- Diretto da: Kim Manners
- Scritto da: Chris Carter e Frank Spotnitz

### Trama
L'inchiesta continua per gli agenti Mulder e Scully sull'abbattimento apparente del volo 549 da parte di un Ufo. Incontrano l'opposizione dei militari, che continuano a coprire la verità sull'incidente.
- Altri interpreti: Mitch Pileggi (Walter Skinner), Brendan Beiser (Agente Pendrell), Scott Bellis (Max Fenig), Chilton Crane (Sharon Graffia), John Destrey (Sig. Ballard), Rick Dobran (Sergente Armando Gonzales), Greg Michaels (Dark Man Scott Garrett), David Palffy (Dark Man), Tom O'Brien (Louis Frish), Joe Spano (Mike Millar), Jerry Schram (Larold Rebhun).
- Note: questo episodio è il seguito di Tempus Fugit I.

## Viaggi nel tempo
- Titolo originale: Synchrony
- Diretto da: Jim Charleston
- Scritto da: Howard Gordon e David Greenwalt

### Trama
Mulder e Scully indagano su un omicidio per il quale l'indagato presenta un alibi incredibile: la morte è stata annunciata da un vecchio in grado di vedere nel futuro.
- Altri interpreti: Jed Rees (Lucas Menand), Joseph Fuqua (Jason Nichols), Susan Lee Hoffman (Lisa Ianelli), Hiro Kanagawa (Dott. Yonechi), Jonathan Walker (Chuck Lukerman), Patricia Idlette (Addetta al ricevimento), Michael Fairman (Jason Nichols anziano).

## Anomalie genetiche
- Titolo originale: Small Potatoes
- Diretto da: Cliff Bole
- Scritto da: Vince Gilligan

### Trama
Dei dottori a Martinsburg, West Virginia, stanno assistendo una donna, Amanda Nelligan, che sta avendo le doglie. Quando un'infermiera domanda del padre del bambino, Amanda le dice che il padre del bambino è di un altro pianeta. Quando il bambino viene alla luce, tutti i presenti si spaventano vedendo che il neonato piangente ha una coda lunga quattro pollici. La notizia dello strano parto viene sparsa dai giornali popolari, e Mulder e Scully si recano a Martinsburg per investigare. Durante il tragitto, Mulder fa notare che altri cinque bambini sono nati con la stessa caratteristica nel giro di tre mesi, il tutto in una città con meno di 15 000 abitanti. Scully ipotizza che l'anomalia può essere attribuita a una contaminazione delle falde acquifere o all'interazione di alcuni farmaci. All'ospedale Amanda, una fan di Star Wars, dice agli agenti che il padre del bambino è Luke Skywalker. Racconta di come Luke Skywalker è andato a casa sua e le ha fatto la corte. Con l'assistenza di un dottore del ministero della sanità, Scully appura che tutti i cinque bambini nati con la coda hanno lo stesso padre. Mulder nota inoltre che tutte e cinque le donne hanno avuto lo stesso specialista della fertilità, il dott. Alton Pugh. Quando gli agenti arrivano all'ufficio di Pugh, scoprono che ci sono molte coppie adirate col dottore a causa delle nascite. Intanto Mulder guarda attorno all'ufficio del dottore e incontra un custode, Eddie Van Blundht, che sta aggiustando un lavandino che perde all'interno della sala delle visite e nota, al di sopra dei suoi pantaloni abbassati, una rozza cicatrice triangolare proprio alla base dello spina dorsale dell'uomo. Eddie cerca di scappare, ma è subito afferrato e preso in custodia. Tutte le donne presenti giurano di aver avuto rapporti sessuali solo con i loro mariti. Più tardi, un esame di paternità rivela che Eddie è il padre di tutti e cinque i bambini. Scully ipotizza quindi che Eddie abbia usato il tranquillante Rohypnol per sottomettere le sue vittime. Eddie, un uomo semplice, risponde difendendosi dall'illazione dicendo che una donna avrebbe fatto sesso con lui solo se fosse stata costretta. Mentre il vicesceriffo compila il suo modulo di arresto, Eddie improvvisamente cambia forma, e si trasforma in un duplicato esatto del vicesceriffo. Eddie colpisce l'attonito vicesceriffo alla testa e se ne va. Dopo aver interrogato il vicesceriffo, Mulder conclude che Eddie ha messo incinte quattro delle cinque donne facendosi passare per il loro marito. La quinta donna, Amanda, è stata aggirata facendole credere che stava facendo l'amore con Luke Skywalker. Gli agenti si recano a casa di Van Blundht, dove incontrano Edward Senior. Egli afferma che una volta era conosciuto come "Eddie l'uomo scimmia" e ha ancora la sua coda intatta. Mentre parlano si rendono conto che la persona che hanno davanti non è altri che Eddie Junior in un'altra forma. Eddie improvvisamente corre fuori dalla casa e scompare nel quartiere. Dopo aver perquisito la casa scoprono il corpo mummificato del vero Edward Senior all'interno della soffitta. L'autopsia di Scully rivela sotto la superficie della pelle del cadavere una struttura muscolare anomala. Essenzialmente la pelle dell'uomo era anche un muscolo. Mulder deduce che se Eddie ha ereditato questa facoltà, ciò spiegherebbe la sua abilità di cambiare forma. Nel frattempo, Eddie si è trasformato, ancora una volta, in un duplicato di Mulder. Il vero Mulder segue le sue tracce fino alla stanza degli armadietti dell'ospedale dove Amanda Nelligan alloggia. Improvvisamente, Eddie irrompe nella stanza dal soffitto, e colpisce Mulder mandandolo al tappeto. Lega il vero Mulder e lo rinchiude nella stanza della caldaia dell'ospedale. Fingendo di essere Mulder, Eddie ritorna a Washington con Scully, compila il rapporto col vicedirettore Skinner e chiude il caso. Più tardi, il Mulder fasullo si presenta all'appartamento di Scully con una bottiglia di vino. Dopo aver trascorso la serata in una rilassante conversazione e aver parlato di faccende personali piuttosto che professionali, Scully dice al falso Mulder: "ho come la sensazione di vedere un lato diverso di te stasera." Il Mulder fasullo le si avvicina, e si prepara a darle un bacio. Appena le loro labbra si stanno per toccare, il vero Mulder sfonda la porta di fronte e li interrompe. Eddie crolla sul divano, frustrato, e ritorna nella sua forma normale e viene preso in custodia.
- Altri interpreti: Mitch Pileggi (Walter Skinner), Darin Morgan (Eddie Van Blundht), Christine Cavanaugh (Amanda Nelligan), Lee de Broux (Eddie's Father), Robert Rozen (Dott. Alton Pugh), Paul McGillion (Marito infuriato), Jennifer Sterling (Moglie infuriata), Peter Kelamis (Secondo marito), Tom Braidwood (Voce di Melvin Frohike), Dean Haglund (Voce di Richard Langly).
- Note: intorno al minuto 6.30 della puntata nella colonna sonora è citato il Concerto n. 3 per Pianoforte e Orchestra op. 37 in do min. di L. van Beethoven.

## Somma zero
- Titolo originale: Zero Sum
- Diretto da: Kim Manners
- Scritto da: Howard Gordon e Frank Spotnitz

### Trama
L'agente Mulder indaga su una strana morte che ha collegamenti con il direttore Skinner. Nel frattempo, Skinner fa il suo patto con il diavolo, L'Uomo Che Fuma, in un disperato tentativo di salvare Scully dal cancro che sta prendendo il suo corpo.
- Altri interpreti: Mitch Pileggi (Walter Skinner), William B. Davis (L'Uomo che fuma), Laurie Holden (Marita Covarrubias), Don S. Williams (Primo Anziano), John Moore (Terzo Anziano), Morris Panych (Uomo dai capelli grigi), Nicolle Nattrass (Misty Nagata), Paul McLean (Agente Speciale Kautz), Fred Keating (Detective Roy Thomas), Allan Gray (Dott. Peter Valdespino), Lisa Stewart (Jane Brody).

## Visioni
- Titolo originale: Elegy
- Diretto da: Jim Charleston
- Scritto da: John Shiban

### Trama
Mulder e Scully seguono una serie di omicidi che portano ad una casa per malati di mente e ad un paziente con una strana forma di autismo. Ogni vittima sembrava aver un presunto avviso di morte, apparendo sotto forma di fantasma poco prima della loro morte effettiva. Tuttavia, mentre Mulder fa alcune scoperte sorprendenti, Scully ricorda che sta per morire.
- Altri interpreti: Steven M. Porter (Harold Spuller), Alex Bruhanski (Angelo Pintero), Sydney Lassick (Chuck Forsch), Nancy Fish (Infermiera Innes), Daniel Kamin (Detective Hudak), Lorena Gale (Procuratore), Mike Puttonen (Martin Alpert), Christine Willes (Karen Kosseff).

## Demoni
- Titolo originale: Demons
- Diretto da: Kim Manners
- Scritto da: R.W. Goodwin

### Trama
Scully è preoccupata per la salute di Mulder, quando lo trova sotto shock in un motel. L'agente soffre di una perdita di memoria molto grave che gli impedisce di ricordare quello che ha fatto negli ultimi due giorni e si trova sospettato di un brutale duplice omicidio. Mulder viene arrestato e Scully tenta in tutti i modi di scagionarlo. Dopo esserci riuscita, entrambi indagano su quello che è accaduto e scoprono che Mulder si era sottoposto ad un pericoloso metodo per far riaffiorare i ricordi rimossi riguardo al rapimento di sua sorella Samantha e del ruolo avuto dall'Uomo che fuma.
- Altri interpreti: Jay Acovone (Detective Joe Curtis), Mike Nussbaum (Dott. Charles Goldstein), Chris Owens (L'Uomo che fuma giovane), Rebecca Toolan (Teena Mulder), Vanessa Morley (Samantha Mulder), Terry Jang Barclay (Agente Imhof), Shelley Adam (Teena Mulder giovane), Dean Aylesworth (Bill Mulder giovane), Alex Haythorne (Fox Mulder giovane).

## Getsemani
- Titolo originale: Gethsemane
- Diretto da: R.W. Goodwin
- Scritto da: Chris Carter

### Trama
Dana Scully è chiamata a testimoniare ad una udienza interna dell'FBI. Qui accusa alcuni membri del governo di avere sistematicamente preso in giro il suo collega, Fox Mulder, riguardo agli X-Files, avendo creato a tavolino ogni singolo caso affrontato dalla coppia in passato. Per motivare questa esternazione comincia una particolareggiata anamnesi: circa una settimana prima alcuni ricercatori nel nord del Canada scoprono quello che potrebbe essere la prova inconfutabile dell'esistenza aliena: un corpo alieno intrappolato nel ghiaccio. Suscitato l'interesse di Mulder, questi arriva sul posto, scoprendo che quasi tutti i ricercatori sono stati uccisi. Uno dei sopravvissuti è riuscito a nascondere il corpo ed, assieme a Mulder ed al professor Arlinsky lo trasportano negli USA. Nel frattempo Dana è chiamata a testare alcuni campioni di ghiaccio ritrovati in prossimità dell'alieno, ma questi vengono rubati dall'agente Kritschgau. Dana lo cattura e questi spiega a lei e a Mulder tutte le macchinazioni dietro gli X-Files. Subito dopo Mulder si accorge di essere spiato dal piano sopra il suo appartamento. Nella colluttazione parte un colpo di pistola. Nella scena successiva Dana identifica il cadavere di Fox.
- Altri interpreti: Charles Cioffi (Scott Blevins), Sheila Larken (Margaret Scully), Pat Skipper (Bill Scully Jr.), Matthew Walker (Arlinsky), James Sutorius (Babcock), John Finn (Michael Kritschgau), Steve Makaj (Scott Ostelhoff), John Oliver (Rolston), Nancy Kerr (Agente Hedin), Barry W. Levy (Dott. Vitagliano), Arnie Walters (Padre McCue), Rob Freeman (Detective Rempulski).
- Note: in questo episodio la scritta "The Truth Is Out There" (La verità è là fuori) al termine della sigla è sostituita dalla scritta "Believe the Lie" (Credere alla menzogna).